# Керосиново
 Керосиново  — деревня в Высокогорском районе Татарстана. Входит в состав Бирюлинского сельского поселения.

## География
Находится в северо-западной части Татарстана на расстоянии приблизительно 13 км на северо-восток по прямой от районного центра поселка Высокая Гора у речки Крылай.

## История
Известна с времен Казанского ханства как Малая Сайра. Упоминалась также как Сухая Сайра, Красенское, Керасиново.

## Население
Постоянных жителей было в 1782 году- 29 душ мужского пола, в 1859—170, в 1897—176, в 1908—178, в 1920—189, в 1926—204, в 1938—253, в 1949—228, в 1958—140, в 1970 — 89, в 1989 — 11, 6 в 2002 году (русские 50 %, татары 50 %), 1 в 2010.